# みょうがぼち

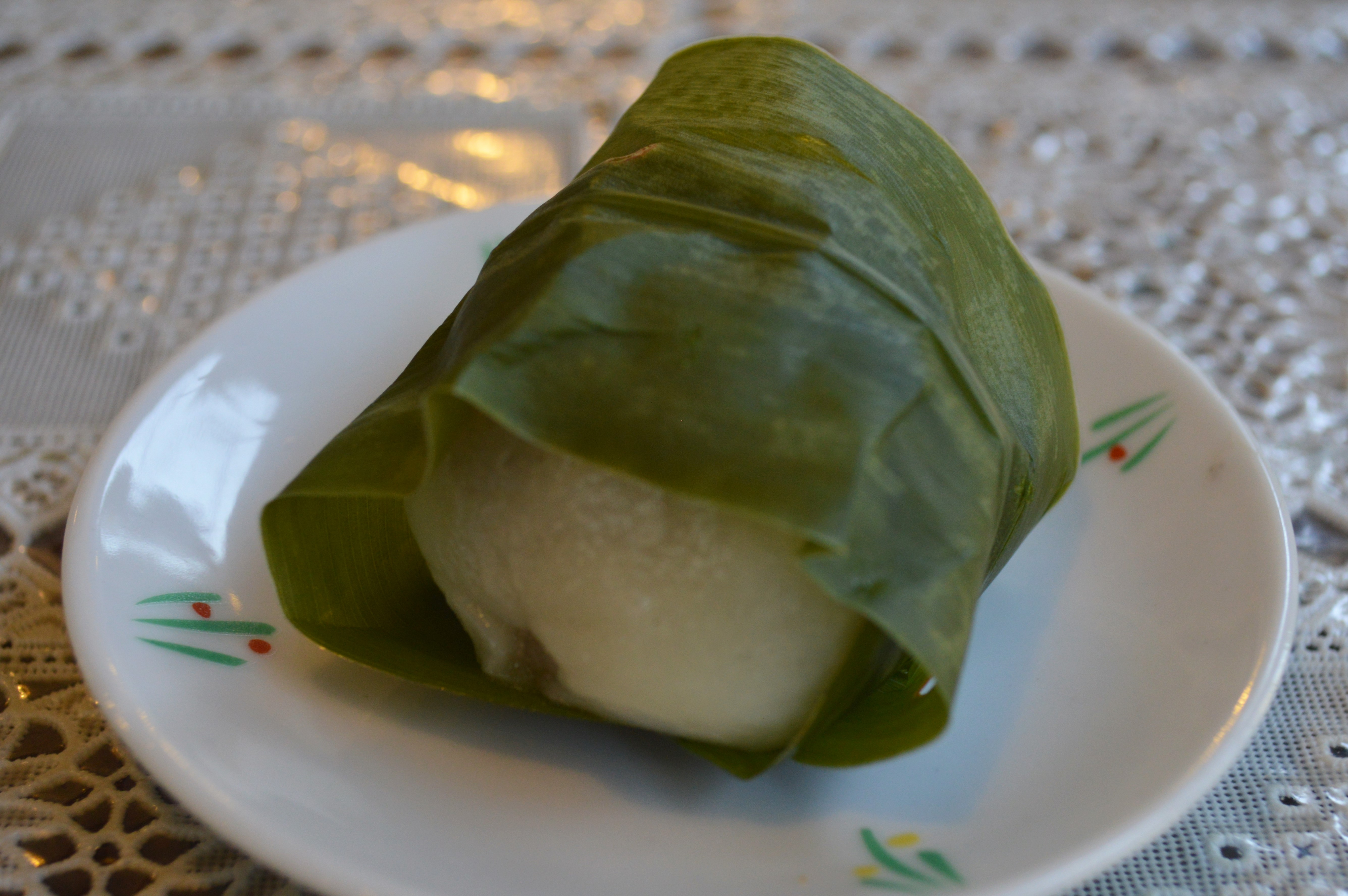
みょうがぼち

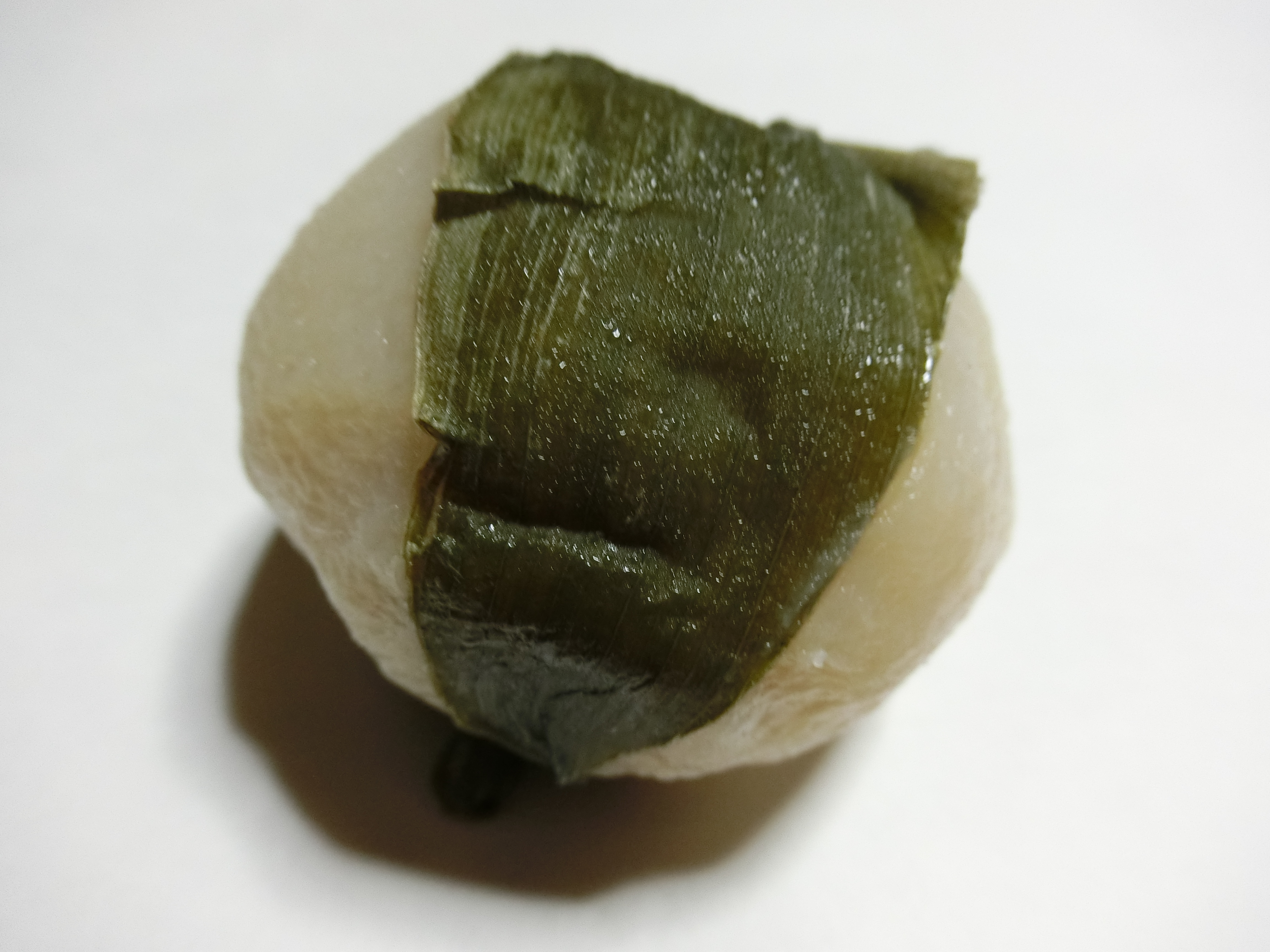
みょうがぼち

みょうがぼち（茗荷餅）とは、岐阜県美濃地方中西部から西部にかけて初夏に見られる、郷土菓子の一つ。
小麦粉を主とする生地の中に空豆の餡が入り、ミョウガの葉で包んだ和菓子である。
「ぼち」とは「もち（餅）」の転訛で、現地で団子を意味する方言である。
「ぼち（もち）」の名称ながらもち米を主原料とする餅菓子ではない。

## 製法
小麦粉を主として米粉（上新粉）を混ぜた粉に熱湯を加えて練り、生地の皮を作る。
乾燥した空豆を水で戻したのちに茹でて皮を除き、それに砂糖と少量の食塩を加えて練って餡を作る。
生地に餡を包み、さらにミョウガの葉で巻き、蒸して作られる。

## 地域・時期
主としては北方町など本巣郡・旧本巣郡の地区で見られる菓子であるが、そのほかに岐阜市内・大垣市内等でも見られる。
元来は農家の各家庭で田植え・小麦や大麦の刈入れ（麦秋）の時期である農繁期の初夏に、農作業の合間に作られて食べられた菓子である。
その時期に小麦と空豆が収穫され、なおかつミョウガの葉が入手しやすいことから作られたもので、本来は旬の食材・具材による家庭の菓子であった。
現在、岐阜県美濃地方中西部・西部では、各家庭で作られるほか、和菓子店で製造・販売され、スーパーマーケットや農業協同組合の店舗でも市販されている。
市販のものも、ミョウガの葉が入手しやすい時期が初夏に限られるため、家庭で製されるものと同様、製造・販売は5月から6月の季節限定である。